# John Bexelius
John Gustaf Bexelius, född 16 januari 1861 i Stockholm, död där 29 oktober 1933,  var en svensk läkare. Han var son till grosshandlaren Anton Bexelius och far till ingenjören Per O. Bexelius.
Bexelius blev student vid Uppsala universitet 1878, medicine kandidat vid Karolinska institutet i Stockholm 1884 och medicine licentiat där 1889. Han var amanuens och underläkare vid Sabbatsbergs sjukhus i Stockholm 1889–1891, praktiserande läkare i Stockholm 1891–1893, tillförordnad lasarettsläkare i Södertälje 1894–1895 och lasarettsläkare i Kisa 1895–1926, under de fem sista åren dock tjänstledig på grund av obotlig dövhet. Han var även järnvägsläkare vid Östra centralbanan 1902–1920, företog 1904 en studieresa till Tyskland och Schweiz med statsstipendium och var municipalstämmans ordförande i Kisa 1905–1906. Efter att han slutat tjänstgöra som lasarettsläkare var han bosatt i Katrineholm 1921–1925, i Kisa 1925–1930 och därefter i Stockholm. Bexelius är begravd på Norra begravningsplatsen utanför Stockholm.